# Angoisse
Angoisse település Franciaországban, Dordogne megyében. Lakosainak száma 595 fő (2022. január 1.). Angoisse Sarlande, Lanouaille, Payzac és Savignac-Lédrier községekkel határos.

## Népesség
A település népességének változása:
| Lakosok száma | 834  | 619  | 559  | 598  | 637  | 622  | 588  | 588  | 588  | 595  |
|               | 1968 | 1982 | 1990 | 2006 | 2013 | 2015 | 2017 | 2019 | 2020 | 2022 |